# Seiva (álbum)
Seiva é o terceiro álbum de estúdio da banda brasileira de rock Rancore. O álbum é o primeiro disco da banda pela gravadora Deckdisc e foi produzido por Rafael Ramos, mesmo produtor de bandas famosas como Cachorro Grande e Pitty. O disco foi gravado em 2010, no Rio de Janeiro.
O álbum tem seu direcionamento musical mais voltado para experimentações e sons alternativos, diferentemente dos primeiros discos, em que seus sons eram voltados a gêneros como punk rock e hardcore punk.
Foi extremamente bem-sucedido, gerando uma turnê de 3 anos pelo país, 7 singles com videoclipes, sendo que o single Mãe foi trilha sonora da série Malhação, da Rede Globo, além de ótimas críticas, sendo considerado por grandes veículos musicais, como o site Tenho Mais Disco Que Amigos! como o melhor disco brasileiro do ano..

## Faixas
| N.º            | Título               | Duração |  |
| 1.             | "Ritual"             | 4:01    |  |
| 2.             | "Planto"             | 2:45    |  |
| 3.             | "Jeito Livre"        | 3:45    |  |
| 4.             | "Mãe"                | 3:11    |  |
| 5.             | "5:20"               | 4:54    |  |
| 6.             | "Mulher"             | 3:57    |  |
| 7.             | "Escravo Espiritual" | 2:05    |  |
| 8.             | "Samba"              | 3:20    |  |
| 9.             | "Transa"             | 3:41    |  |
| 10.            | "Seleção Natural"    | 5:21    |  |
| 11.            | "Inocentes"          | 3:38    |  |
| 12.            | "A Ponte"            | 4:16    |  |
| Duração total: | Duração total:       | 45:00   |  |

## Créditos
Rancore
- Teco Martins - vocal
- Candinho Uba - guitarra
- Gustavo Teixeira - guitarra
- Caggegi - baixo
- Ale Iafelice - bateria

Produtor
- Rafael Ramos[2]